# 刘盈 (南北朝)
刘盈（？—568年），彭城（今江苏徐州）人，中国南北朝后梁政治人物。
刘盈早年跟随萧詧，担任西中郎府录事参军。萧詧称帝，拜刘盈为尚书左仆射。明帝萧岿继位，刘盈以左仆射加上柱国。他为人大度，谦虚下士，勤于职守，只要是军国大事多由他参预决策，甚得宣帝萧詧、明帝萧岿所器重。天保七年（568年）刘盈去世。